# Ermengarda de Limburgo

Blasón de los duques de Limburgo.

Ermengarda de Limburgo (en flamenco Irmgard van Limburg), muerta en 1283, fue duquesa de Limburgo de 1279 a 1283. 
Hija de Waleran IV, duque de Limburgo, y de Judith de Cléveris, casó en 1276 con Reinaldo I, duque de Güeldres. Conforme a lo establecido en las cláusulas matrimoniales y de acuerdo con una concesión hecha por el emperador Rodolfo I de Habsburgo en 1282, su esposo podría mantener el usufructo del ducado en caso de morir Ermengarda sin descendencia, como así ocurrió en 1283. 
La muerte de Ermengarda sin hijos desencadenó una guerra por la sucesión del ducado, que concluyó en 1288 con la derrota de Reinaldo en la batalla de Worringen y la incorporación del ducado de Limburgo al de Brabante en la persona del duque Juan I de Brabante.